# چتخیل
چتخیل (به لاتین: Chatkhil) یک منطقهٔ مسکونی در بنگلادش است که در ناحیه نواکهلی واقع شده‌است. چتخیل ۱۳۳٫۸۹ کیلومتر مربع مساحت و ۲۳۳٬۰۷۵ نفر جمعیت دارد.